# The Bank, England
The Bank är en by i Cheshire East distrikt i Cheshire grevskap i England. Byn är belägen 44,6 km 
från Chester. Orten har 617 invånare (2015).